# Pygmalion
Pygmalion (altgriechisch Πυγμαλίων Pygmalíōn) ist der Name zweier Gestalten der griechischen Mythologie. Der Name geht etymologisch zurück auf πυγμή pygmḗ, deutsch ‚Faust‘.

## König von Tyros
Bei Timaios von Tauromenion (4. und 3. Jahrhundert v. Chr.) und Vergil (70–19 v. Chr.) ist Pygmalion der Sohn des Königs Belus von Tyros und der Bruder von Dido, die später Karthago gründete. Er ermordete Didos Ehemann Sychaeus aus Habgier.

## König oder Künstler aus Zypern

### Antike Darstellungen

#### Philostephanos
Die älteste Darstellung der Sage von Pygmalion und der Statue findet sich bei Philostephanos von Kyrene (3. Jahrhundert v. Chr.), einem Verfasser größtenteils verlorener antiker Werke. Er schrieb ein Werk über die Inseln Griechenlands, aus dem Jahrhunderte später Clemens von Alexandria (2. und 3. Jahrhundert) und Arnobius der Ältere (3. und 4. Jahrhundert), zwei christliche Autoren, zitieren. Demnach verliebte sich Pygmalion, der hier als König von Zypern erscheint, in eine elfenbeinerne Statue der Aphrodite und hatte Geschlechtsverkehr mit ihr. Philostephanos berichtet dies als Beleg für den auf Zypern verbreiteten Aphroditekult, Arnobius und Clemens zitieren es als Beleg für die Verderbtheit und Falschheit des „Heidentums“.

#### Ovid

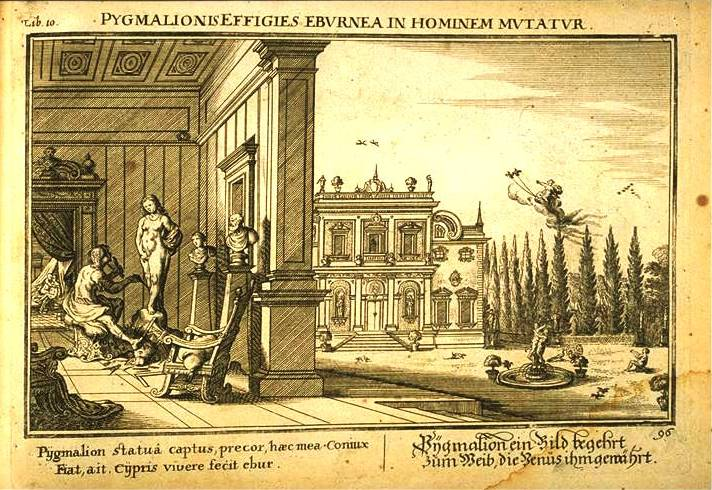
Text über dem Bild: Pygmalionis effigies eburnea in hominem mutatur („Pygmalions elfenbeinerne Figur verwandelt sich in einen Menschen“). In: Ovidii Metamorphosis. Johannes Baur, 1703.

Die ausführlichste antike Schilderung findet sich bei Ovid (43 v. Chr. – 17 n. Chr.) in den Metamorphosen, der Philostephanos’ Angaben stark veränderte. In einer längeren Binnenerzählung lässt er nämlich Orpheus, der nach Verlust seiner Gattin Eurydice der heterosexuellen Liebe abgeschworen hat, mehrere Verwandlungssagen über Männer ohne Frauen erzählen. Nach Ganymed, dem Geliebten Jupiters und Hyakinthos, den Apollon liebte, erzählt Orpheus dann von dem Künstler Pygmalion von Zypern, der aufgrund schlechter Erfahrungen mit den Propoetiden (sexuell zügellosen Frauen, die in der von Ovid unmittelbar davor erzählten Verwandlungssage zur Strafe für ihre Gefühllosigkeit in Statuen verwandelt wurden) zum Frauenfeind wurde und nur noch für seine Bildhauerei lebt. Ohne bewusst an Frauen zu denken, erschafft er eine Elfenbeinstatue, die wie eine lebendige Frau aussieht. Er behandelt das Abbild immer mehr wie einen echten Menschen und verliebt sich schließlich in seine Kunstfigur. Am Festtag der Venus fleht Pygmalion die Göttin der Liebe an: Zwar traut er sich nicht zu sagen, seine Statue möge zum Menschen werden, doch bittet er darum, seine künftige Frau möge so sein wie die von ihm erschaffene Statue. Als er nach Hause zurückkehrt und die Statue wie üblich zu liebkosen beginnt, wird diese langsam lebendig. Aus dieser Verbindung geht eine Tochter namens Paphos hervor, nach der später die Stadt benannt werden soll.
Diese von Ovid erfundene Geschichte enthält auch eine Poetik: Denn bei der Beschreibung der Lebensechtheit der von Pygmalion geschaffenen Statue heißt es: „ars adeo latet arte sua“ – „So sehr verbirgt sich Kunst in der eigenen Kunst“, womit er sein eigenes Ideal der Mimesis der Realität formuliert. In seinen eigenen Elegien, den Amores, hatte Ovid eine Geliebte namens Corinna besungen, für die es in der Realität keine Entsprechung gab. Gleichwohl behauptet er, viele Nebenbuhler gehabt zu haben. Die Altphilologin Alison Sharrock sieht in Ovids Pygmalion die (bewusste oder unbewusste) Aufdeckung des männlichen elegischen Diskurses: Liebesdichtung erschaffe ihr eigenes (Kunst-)Objekt, nenne es „Frau“ und verliebe sich in sie bzw. in den kreativen Akt, sie zu erschaffen. Diesen Vorgang nennt sie „womanufacture“.

### Weitere antike Erwähnungen
In der Bibliotheke des Apollodor (1. Jahrhundert) wird als weitere Tochter Pygmalions Metharme genannt. Apollodor macht ihn zudem zum Vorfahren des Adonis. Der neuplatonische Philosoph Porphyrios (3. Jahrhundert) behauptet, auch der Künstler Pygmalion sei wie der tyrische König phönizischer Abstammung. Nonnos von Panopolis (5. Jahrhundert) berichtet in seinen Dionysiaka, Aphrodite habe Pygmalion ein langes Leben gewährt.

### Rezeption

#### Mittelalter

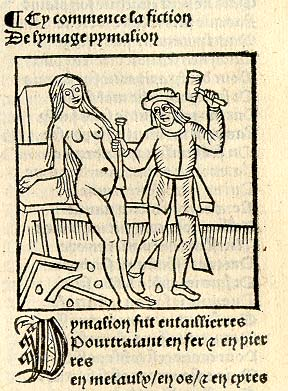
Pygmalion, Rosenroman, Holzschnitt, ca. 1505

Der Rosenroman von Jean de Meung aus dem 13. Jahrhundert bietet im zweiten Teil eine moralisierende Nacherzählung der Geschichte Pygmalions.

#### Neuzeit
Literarische Bearbeitung erfuhr der Stoff bei Johann Jakob Bodmers Pygmalion und Elise (1749), Johann Elias Schlegels Kantate Pygmalion (1766), Jean-Jacques Rousseaus Melodrama Pygmalion (1770) (wo die zum Leben erweckte Statue zum ersten Mal den Namen Galathée erhält), Joseph von Eichendorff: Das Marmorbild (1818) sowie Gottfried Kellers Novelle Regine (1881).
Johann Wolfgang von Goethes Jugendgedicht Pygmalion (1767) und Franz von Suppès Operette Die schöne Galathée (1865) sind Varianten des Stoffes, die eine Bekehrung des Frauenfeindes Pygmalion vorführen. Eine Abwandlung erfuhr der Stoff in E. T. A. Hoffmanns Erzählung Der Sandmann.
Bei W. S. Gilbert (Pygmalion and Galatea, 1871) und Georg Kaiser (Pygmalion, 1948) wird das Motiv einer erneuten Versteinerung durchgespielt.
Eine ähnliche Verwandlung findet sich in Carlo Collodis „Die Abenteuer des Pinocchio“ Ende des 19. Jahrhunderts, wo eine Holzfigur zu einem lebendigen Jungen wird.
Der irisch-britische Autor George Bernard Shaw benutzte den Stoff 1913 für sein Theaterstück Pygmalion, um die Londoner Gesellschaft zu karikieren. Er verlagert den Blickwinkel vom Künstler Pygmalion auf dessen Werk, das ihn im Unterschied zu früheren Versionen des Stoffs verlässt. Pygmalions Statue ist bei ihm ein Blumenmädchen, dem von einem Linguisten die Sprache der feinen Leute beigebracht wird. Das Bühnenstück wurde mehrmals verfilmt, darunter 1938 in England von Anthony Asquith und Leslie Howard (Der Roman eines Blumenmädchens). Shaw erhielt für diese Adaption von Pygmalion einen Oscar für das beste Drehbuch. Theaterstück und Film bildeten 1956 die Grundlage für Alan Jay Lerners Musical My Fair Lady, das ebenfalls erfolgreich verfilmt wurde. Ebenfalls angelehnt an Shaws Pygmalion ist das Bühnenstück Educating Rita von Willy Russell. Dieses im Liverpool der 1970er Jahre angesiedelte Theaterstück wurde 1983 verfilmt. Der deutsche Titel dieses Spielfilms lautete Rita will es endlich wissen.
In der Kurzgeschichte „Pygmalion's Spectacles“ von Stanley G. Weinbaum, erschienen 1935 in der Juni-Ausgabe des Magazins „Wonder Stories“, taucht der Hauptcharakter Dan in eine virtuelle Welt namens „Paracosma“ ein, die Professor Ludwig, ein Erfinder von magischen Brillen, geschaffen hat. Darin verliebt er sich in eine Figur namens Galatea, ohne zu wissen, dass diese real ist bzw. von einer realen Schauspielerin verkörpert wird.
In dem Roman Galatea 2.2 (1995) des US-Amerikaners Richard Powers entwickeln ein Kybernetiker und ein Schriftsteller gemeinsam einen Supercomputer, dem sie Methoden literarischer Interpretation beizubringen versuchen.
Neben dem Musical My Fair Lady war Pygmalion außerdem musikalisches Thema von Jean-Philippe Rameaus Oper Pigmalion (1748), Karl Wilhelm Ramlers Pygmalion. Eine Kantate (1768, Musik von Johann Christoph Friedrich Bach), der Oper Il Pigmalione von Gaetano Donizetti (1816), der Burleske Galatea, or Pygmalion Reversed von Wilhelm Meyer Lutz (1883), der Operette Die schöne Galathée von Franz von Suppè (1865) und des Musicals One Touch of Venus von Kurt Weill (1943).
Der englische präraffaelitische Maler Edward Burne-Jones fertigte 1875–78 eine Serie von vier Bildern, die das Pygmalion/Galatea-Motiv zum Thema haben: The Heart Desires, The Hand Refrains, The Godhead Fires, The Soul Attains.
Über den Begriff Geschöpf wurde in Ingeborg Bachmanns Erzählung Ein Schritt nach Gomorrha von 1961 eine Verbindung zum Pygmalion-Mythos hergestellt. In diesem Text ist es eine Frau, die eine andere zu ihrem Geschöpf machen will.
In der französischen Fernseh-Miniserie Die verbotene Tür (1966) entwickelt sich die dramatische Handlung um die Frage, wer die Hauptrolle im Ballett Galathée, einer Adaption des Pygmalion-Stoffs, tanzen darf.
Die deutsche Bildhauerin Antje Tesche-Mentzen schuf im Jahre 2008 eine lebensgroße Bronzeskulptur Galatea. Sie zeigt den Augenblick der Verwandlung von einer leblosen Figur hin zu einer lebendigen, schönen Frau. Im Jahr 2013 wurde diese Figur auf der Biennale in Venedig im Rahmen der Kollateralausstellung Overplay im Palazzo Albrizzi ausgestellt.
Die österreichische Kabarettistin Lisa Eckhart dichtete eine Fortsetzung der Geschichte um Pygmalion und seine Statue. In dieser offenbart sich die Erweckung der Galatea als Enttäuschung für den Bildhauer, weshalb er sie – klagend und ihrer einstigen Vollkommenheit nachtrauernd – in Beton gießt.

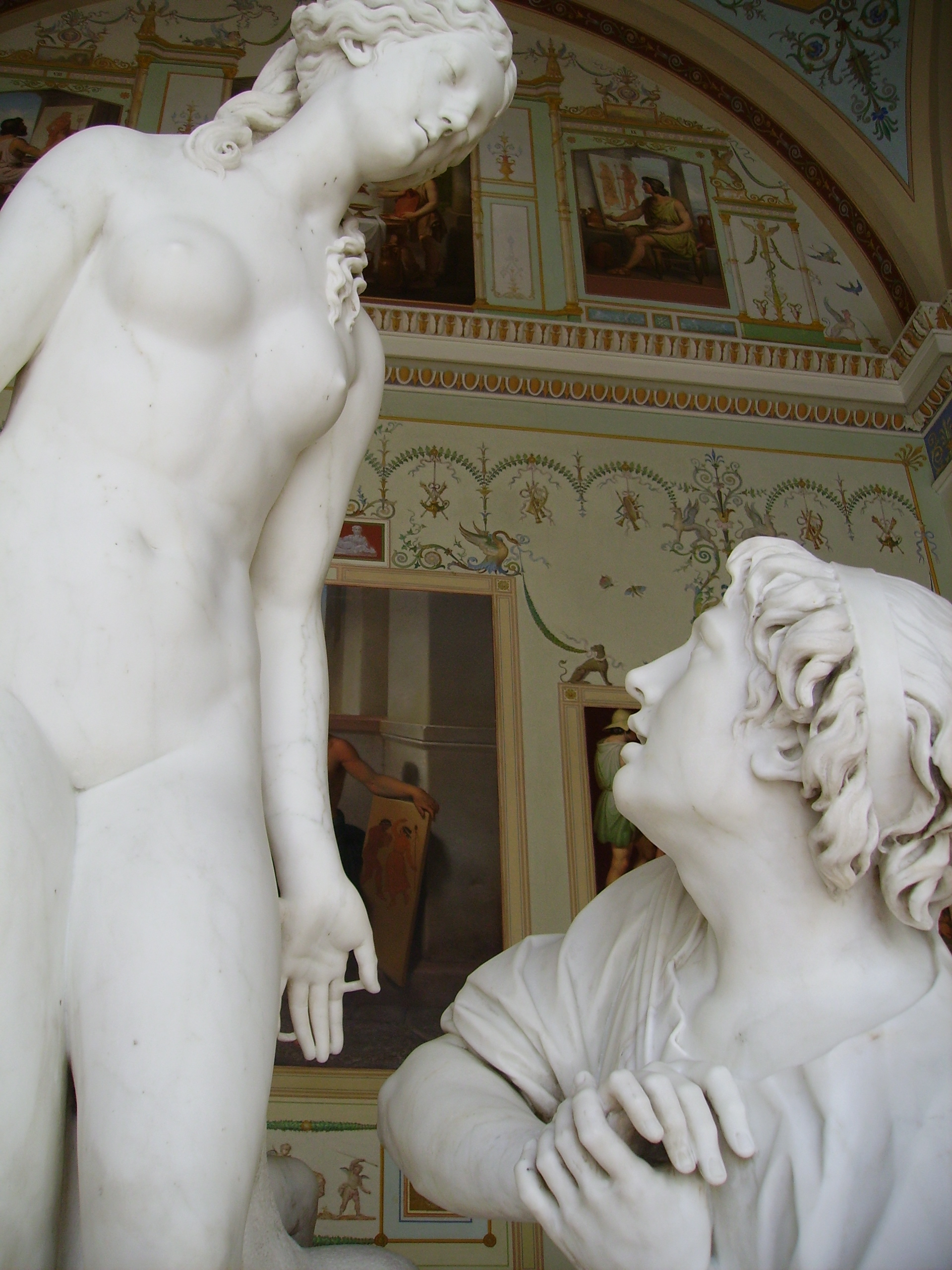
Étienne-Maurice Falconet: Pygmalion et Galatée (1763), Eremitage (Detail)
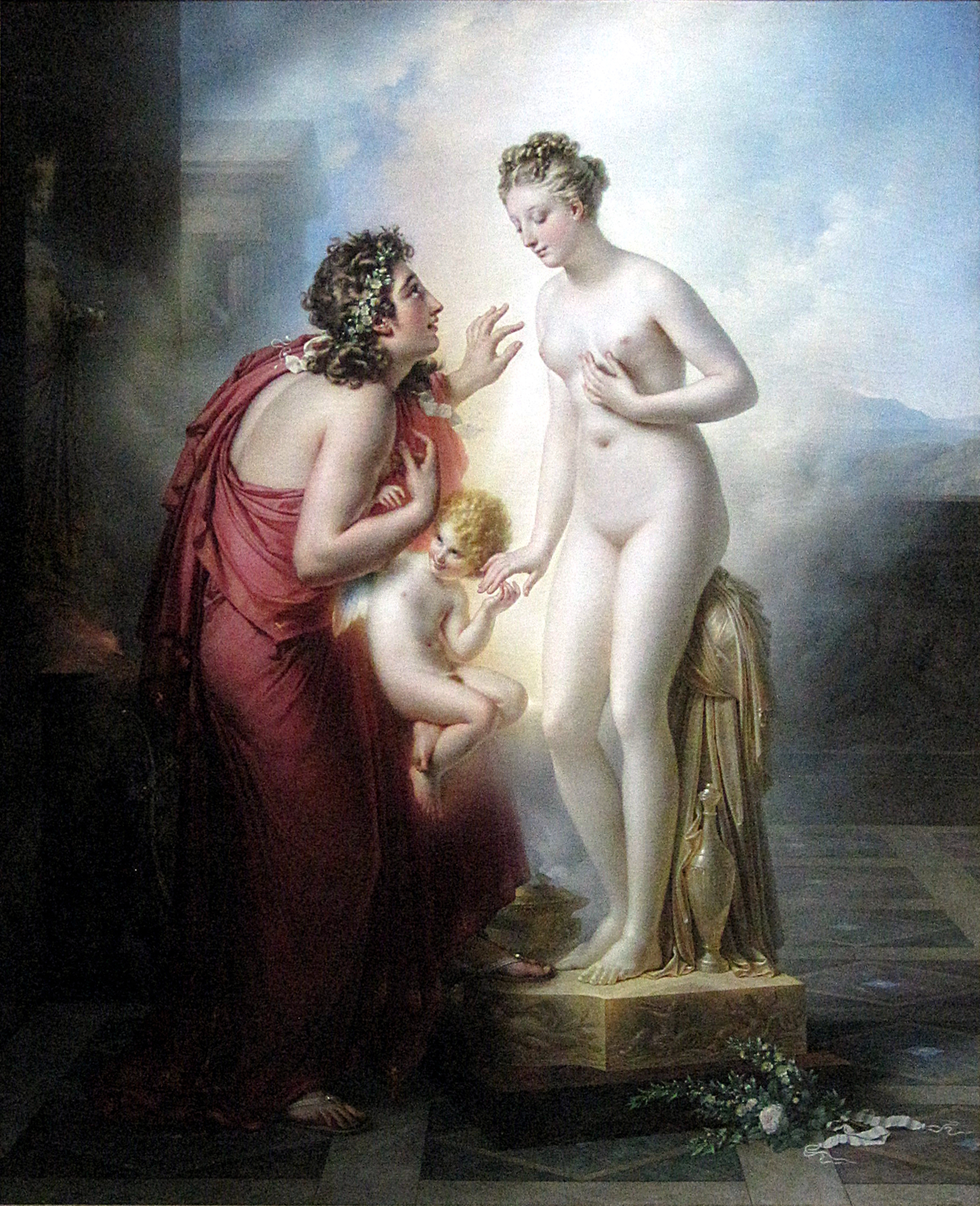
Anne-Louis Girodet-Trioson: Pygmalion und Galatea (1819)
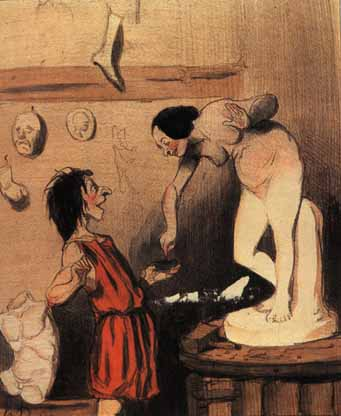
Pygmalion und Galatea nach Honoré Daumier (1842)
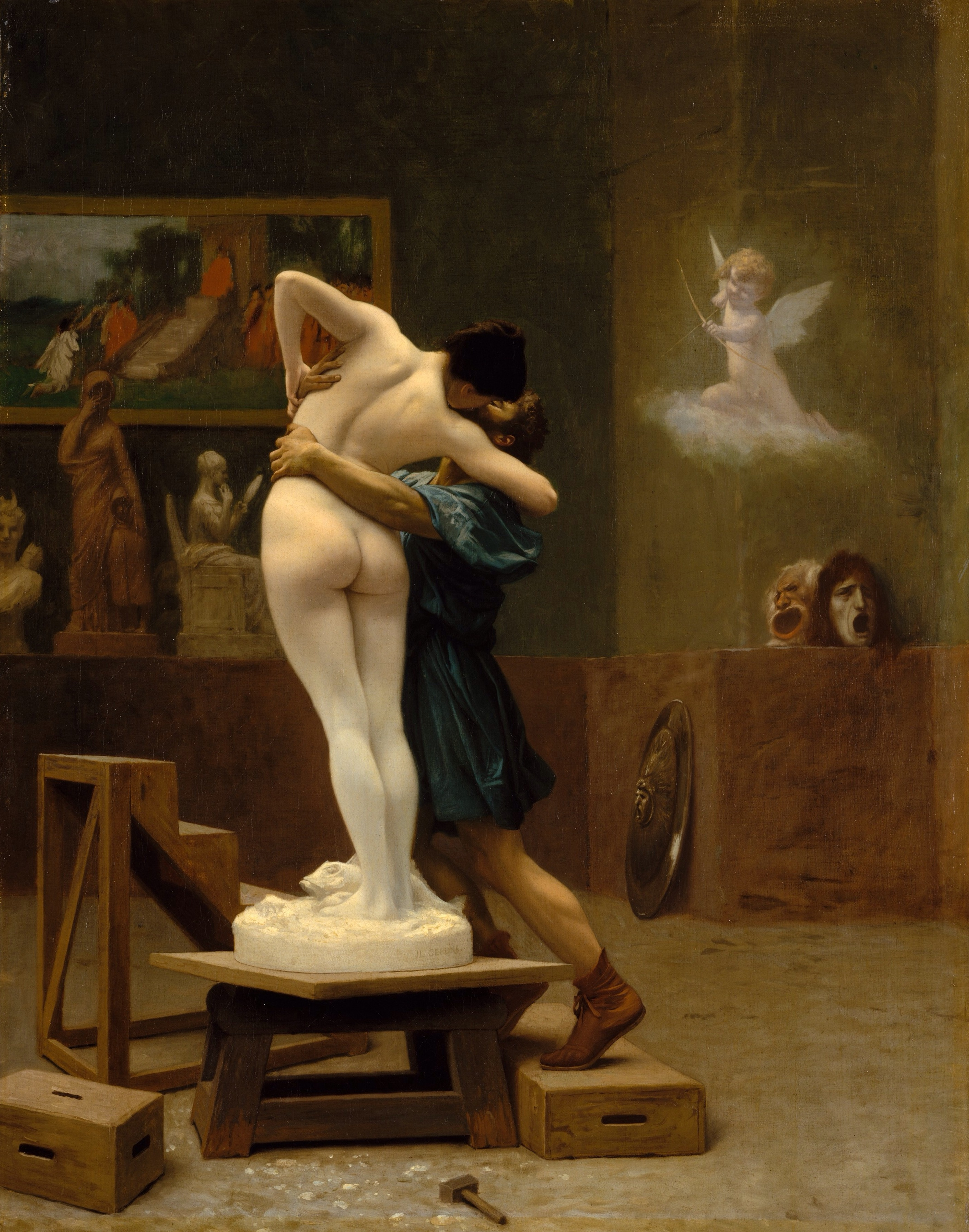
Jean-Léon Gérôme: Pygmalion und Galatea (1890)